# 후지코 F. 후지오 뮤지엄
가와사키 시 후지코 F. 후지오 뮤지엄(일본어: 川崎市 藤子・F・不二雄ミュージアム 가와사키시 후지코 에후 후지오 뮤지아무[*])은 가나가와현 가와사키시 다마구에 있는 만화가 후지코 F. 후지오(후지모토 히로시)의 작품 원화 및 관련 자료를 중심으로 전시하는 박물관이다. 2011년(헤이세 23년) 9월 3일에 개관하였다.

## 협찬 기업
- 쇼가쿠칸 도라에몽 룸
- 아사히 신문
- 오다큐 전철
- 파나소닉

## 시설의 4기능
- 수집 · 보관
- 전시 · 공개
- 조사 · 연구
- 광고 · 보급

## 연표
- 2007년(헤이세 19년) 3월 - 이쿠타녹지의 무코가오카 유원지의 철거지를 후보지로 선정.
- 2008년(헤이세 20년) 12월 - 후지코 F. 후지오 뮤지엄 기본 구상을 책정.
- 2009년(헤이세 21년) 9월 - 후지코 F. 후지오 뮤지엄 기본 설계를 책정.
- 2010년(헤이세 22년) 10월 - 가와사키 시 의회에서 후지코 F. 후지오 뮤지엄 조례안 가결 및 설립.
- 2011년(헤이세 23년) 9월 3일 - 개관.
- 2013년(헤이세 25년)
  - 1월 15일 - 환경성 주최 〈에너지 절약 · 조명 디자인 어워드 2012〉 공공시설 · 종합시설부문에서 〈작품을 충실히 연출 한 연색성이 높은 전시용 LED조명을 활용한 미술관〉우수 사례로 선정
  - 8월 28일 - 입장객 수가 100만명 돌파.[3]
  - 10월 31일 - 제57회 카나가와 건축 콩쿠르 일반 건축물 부문에서 우수상을 수상.

## 입장권
입장권은 현장에서 발매하지 않으며, 사전에 일본 전국에 있는 편의점 로손에 설치되어있는 Loppi(로손 티켓 취급)에서 직접 예약 계산대에서 구매 및 발권해야 한다. 또한 로손 티켓의 전화, Web에서 예약을 하고 로손 매장에서 발권, 또는 자택으로 배송(요수수료)하는 방법도 있다.
- 어른 · 대학생 - 1000 엔
- 중고등학생 - 700 엔
- 어린이(만4세 이상) - 500 엔
- 만3세 이하는 무료
- 장애인 및 보호자 1명은 무료. 사전에 Loppi에서 발권한 무료 입장 티켓과 장애인 수첩을 뮤지엄 접수처에서 제시해야 한다.[6]
- 입관 지정 시간은 10시, 12시, 14시, 16시로 2시간마다 4번 지정되어 있는데 퇴관은 폐관 시간 전까지만 하면 된다.[7] 입관 마감시간은 입관 지정시간의 30분까지다.